# Hyperythra flavaria
Hyperythra flavaria là một loài bướm đêm trong họ Geometridae.